# Sala de Heliodoro
A Sala de Heliodoro (italiano, Stanza di Eliodoro) é um dos ambientes das Salas de Rafael dos Museus do Vaticano. Foi o segundo a ser decorado por Rafael Sanzio, entre 1511 e 1514.

## História
Enquanto a Stanza della Segnatura estava em fase de conclusão, Rafael, no verão de 1511, começou a traçar projetos para a decoração da sala seguinte, destinada a sala de audiências. Em Junho, o Papa Júlio II regressou a Roma depois de uma desastrosa campanha militar contra os franceses, que resultou na perda de Bolonha e na contínua ameaça de exércitos estrangeiros na península.
Naquele momento de incerteza política, foi decidido um programa decorativo que sublinhava a proteção concedida por Deus à sua Igreja em alguns momentos da sua história, descrevendo intervenções milagrosas contra inimigos internos e externos, e apoiando-se no culto da Eucaristia, particularmente caro ao Papa.
A decoração decorreu entre a segunda metade de 1511 e 1514, com pagamento final a Sanzio, datado de 1 de agosto de 1514. A partir desta empreitada, a utilização de ajudas tornou-se cada vez mais significativa, colocando o problema da autografia das diversas peças pictóricas. Dos desenhos preparatórios notamos diversas transformações nas cenas, especialmente em relação à sua atualização acompanhando a evolução dos acontecimentos entre 1511 e 1512, com a reversão das alianças e o triunfo temporário do pontífice: aqui então Júlio II foi inserido como espectador na cena de Heliodoro e foi retratado com mais clareza na Missa em Bolsena. Durante a República Romana estabelecida pelos jacobinos e posteriormente no período napoleónico, os franceses desenvolveram alguns planos para destacar os frescos e torná-los portáteis. Na verdade, foi expresso o desejo de retirar os afrescos de Rafael das paredes das Salas do Vaticano e enviá-los para a França, entre os objetos enviados ao Museu Napoleão da pilhagem napoleônica, mas estes nunca foram realizados devido a dificuldades técnicas e tentativas fracassadas e ataques desastrosos dos franceses na igreja de San Luigi dei Francesi em Roma.

## Descrição
A Sala de Heliodoro (aproximadamente 660x750 cm de planta) está localizada entre a Sala de Constantino e a Sala da Assinatura, no Palácio Apostólico. O nome deriva de um dos afrescos das paredes, que são compostos por uma grande luneta, sobre a qual está instalada uma abóbada cruzada.
Quatro são os afrescos nas paredes:
1. A expulsão de Heliodoro do Templo (1511-1512)
2. A Missa em Bolsena (1512)
3. O Livramento de São Pedro (1513-1514)
4. O Encontro de Leão Magno e Átila (1514)

No teto estão representados quatro episódios bíblicos que evocam a proteção de Deus ao povo de Israel, vinculados às cenas abaixo.

## Abóbada
A abóbada apresenta ao centro um medalhão com o brasão do Papa Júlio II, tal como na Sala da Assinatura, rodeado de arabescos monocromáticos sobre fundo dourado intercalados com falsas tachas douradas. Ao seu redor desenvolve-se um anel figurativo, dividido diagonalmente em quatro compartimentos com histórias que simulam tapeçarias penduradas com unhas postiças e argolas entre as molduras. As cenas representadas são o O Sacrifício de Isaac, a A Sarça Ardente, as As Escadas de Jacó, e a Aparição de Deus a Noé.
Nos restantes espaços entre as molduras existem outras decorações, provavelmente referentes a Baldassarre Peruzzi e anteriores à intervenção de Rafael. Os quatro episódios bíblicos, todos datados da segunda metade de 1511, são referidos inteiramente a Rafael por Vasari, mas Cavalcaselle os atribuiu a Baldassarre Peruzzi, Adolfo Venturi a Guillaume de Marcillat, Baugart a Gianfrancesco Penni, enquanto mais recentemente Nesselrath a Lorenzo Lotto. O mau estado de conservação torna hoje difícil uma avaliação segura

## Esquema
O esquema é o seguinte:
| Lado  | Imagem | Abóbada                | Imagem | Luneta                          |
| ----- | ------ | ---------------------- | ------ | ------------------------------- |
| Este  |        | A Sarça Ardente        |        | Expulsão de Heliodoro do Templo |
| Sul   |        | O Sacrifício de Isaac  |        | Missa em Bolsena                |
| Oeste |        | Aparição de Deus a Noé |        | Encontro de Leão Magno e Átila  |
| Norte |        | As Escadas de Jacó     |        | Livramento de São Pedro         |

## A expulsão de Heliodoro do Templo

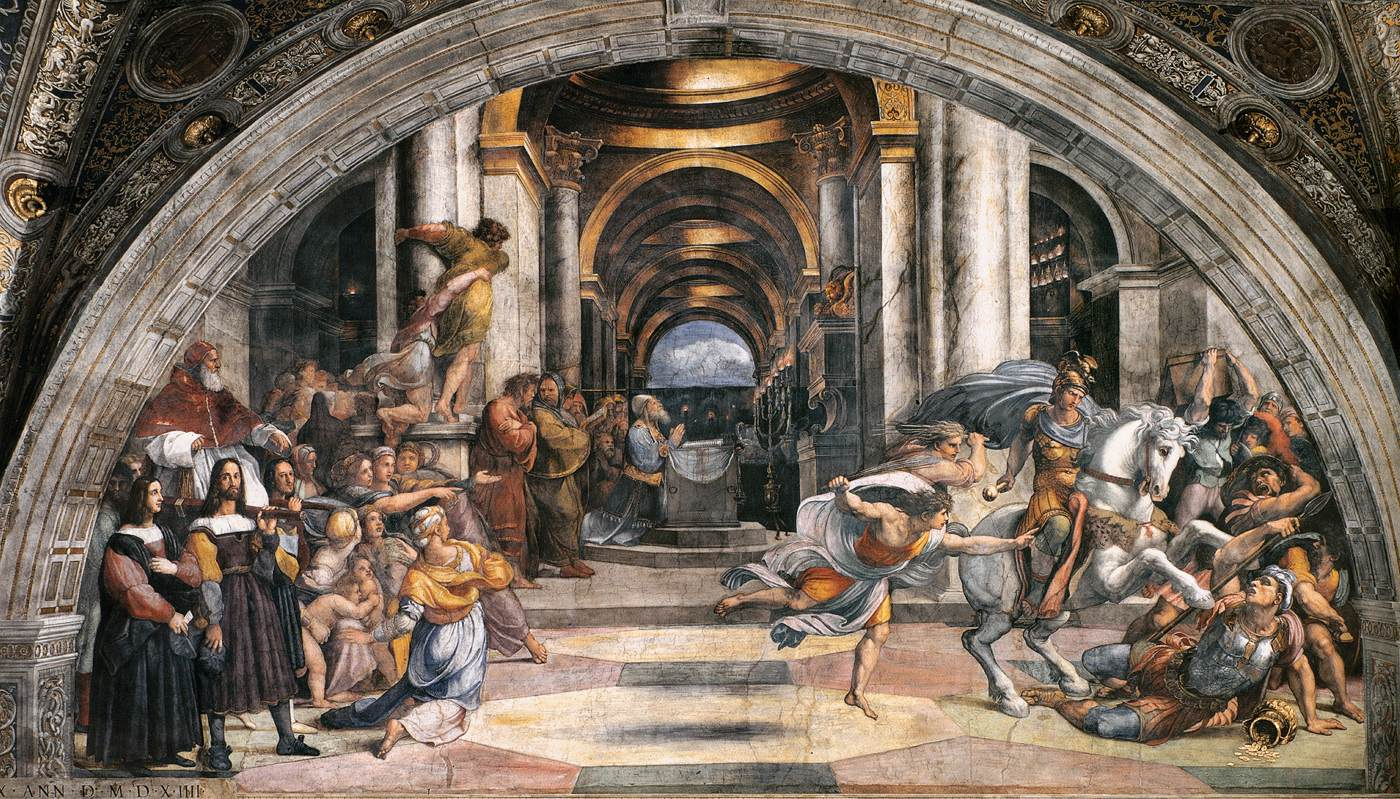
Rafael - A Expulsão de Heliodoro do Templo

A Expulsão de Heliodoro do Templo mostra um milagre que salva a Igreja de um inimigo interno. A cena, instalada numa basílica de longa nave encurtada, com estruturas arquitetônicas douradas, tem uma configuração dinâmica, tendo ao centro o cavaleiro invocado pelo sacerdote, Onias, que irrompe para punir o profanador Heliodoro, enviado pelo rei Seleuco IV Filopátor. O próprio Papa Júlio II assiste à cena à esquerda, na liteira, como se assistisse a uma representação teatral. A calma serenidade da Escola de Atenas já parece distante, e a ação dramática pretende envolver emocionalmente o espectador. Se na Stanza della Segnatura todos os personagens tinham movimentos livres e naturais, aqui começam a aparecer aquelas reviravoltas e exasperações gestuais que, inspiradas em Michelangelo Buonarroti, anunciam o maneirismo.
O uso da luz e da cor também é diferente, com tons mais densos em relevo pela luz, provavelmente por influência dos coloristas vindos de Veneza, como Sebastiano del Piombo e Lorenzo Lotto.

## A Missa em Bolsena

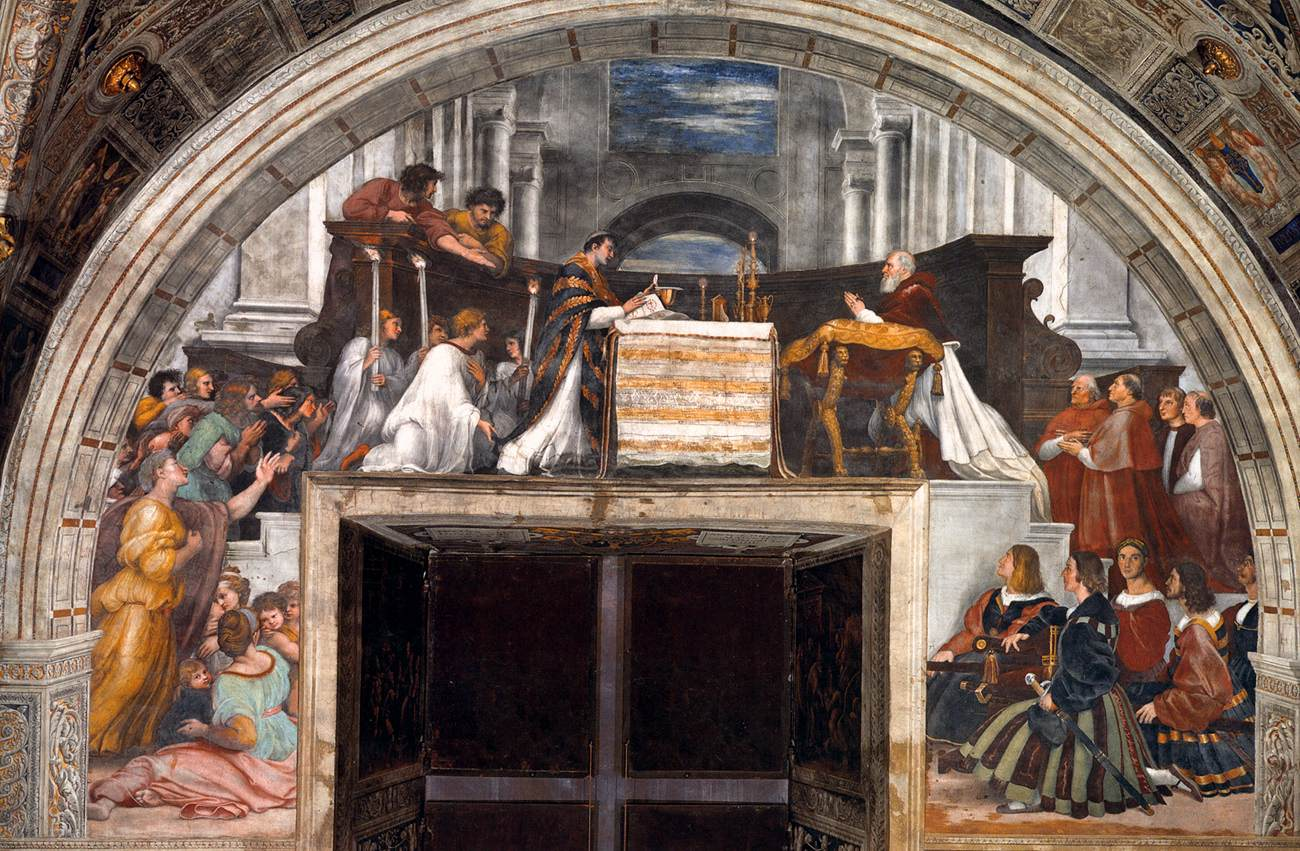
Rafael - A Missa em Bolsena

A Missa em Bolsena narra o milagre eucarístico de Bolsena, ao qual o papado esteve historicamente muito ligado, pois ocorreu num momento de fortes conflitos doutrinários sobre o mistério da encarnação de Corpus Christi. Rafael criou uma cena cuidadosamente equilibrada, com contraste entre o tumultuado grupo de fiéis à esquerda, sublinhado por lágrimas luminísticas, e a calma disposição cerimonial dos personagens da corte papal à direita, com tons de cores quentes e encorpados.
A Missa em Bolsena é geralmente reconhecida como a segunda cena afrescada na sala após a Expulsão de Heliodoro, em 1512, como também demonstra a inscrição na abertura da janela: JVLIVS II. LIGVR. PONTE. MÁX. AN. CRISTO. MDXII PONTIFICADO. SVI VIII.

## Livramento de São Pedro

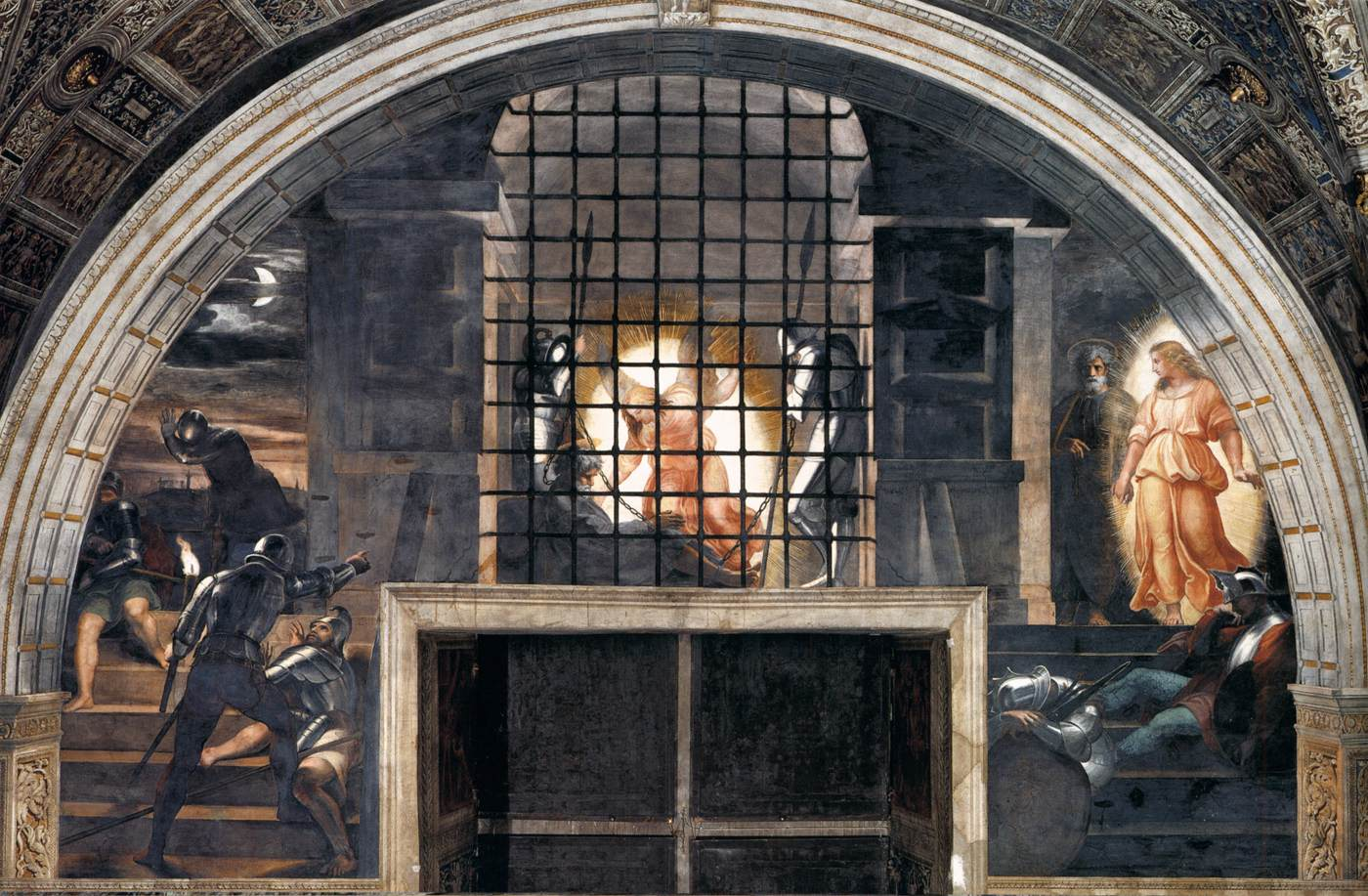
Rafael - Livramento de São Pedro

A cena do Livramento de São Pedro, ou A Libertação de São Pedro, é composta por três episódios interligados mas fortemente unitários, e inteiramente jogados nos contrastes de luz, entre o cenário noturno e a visão luminosa do anjo divino. O primeiro papa, resgatado e levado ao triunfo no momento mais difícil das suas tribulações, é representado ao centro na prisão ajudado pelo anjo, enquanto à esquerda um grupo de guardas, em cuja armadura estão os reflexos da aparição sobrenatural e tochas se acendem, testemunha a cena impotente. À direita, São Pedro já está livre, conduzido pela mão pelo enviado divino através de uma escada onde todos os guardas dormem, numa atmosfera irreal, entre o sonho e a realidade.

## O Encontro de Leão Magno e Átila

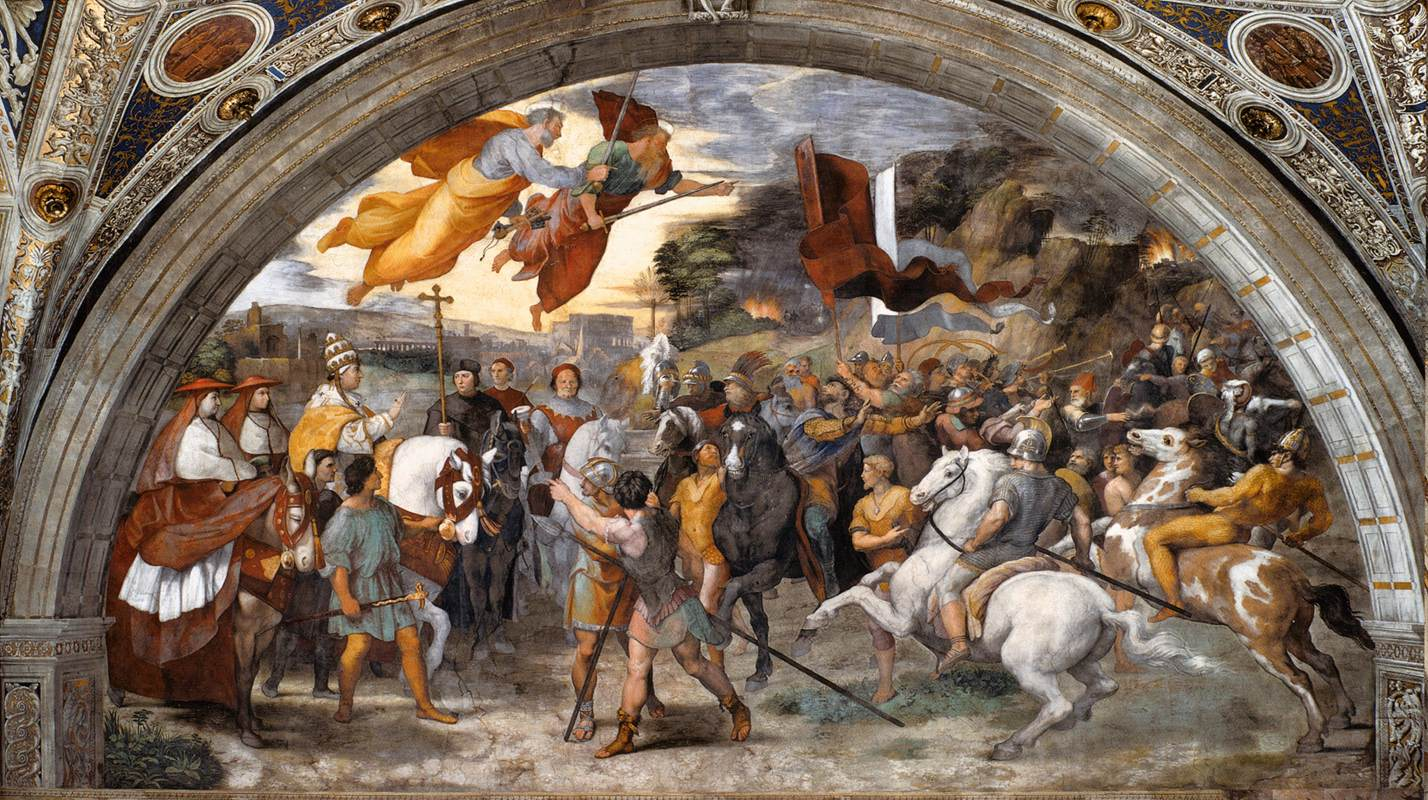
Rafael - O Encontro de Leão Magno e Átila

A quebra do esquema simétrico e equilibrado é particularmente evidente no episódio do encontro de São Leão Magno com Átila, o Huno, ocorrido em 452 no norte da Itália, onde as duas forças no campo se chocam frontalmente. À direita os hunos avançam tumultuosamente, entre incêndios e ruínas ao fundo, detidos pela eloquente aparição dos apóstolos armados no céu, enquanto à esquerda o pontífice e a sua comitiva avançam ordeira e calmamente na sua infalibilidade, tendo como pano de fundo a cidade eterna.

## Outras decorações
O pedestal inferior mostra onze cariátides monocromáticas, representando diversas alegorias (de comércio, religião, direito, paz, proteção, nobreza, navegação, abundância, pastorícia, agricultura e viticultura), e quatro hermas entre falsas tábuas de mármore: nestas representações a ideologia papal e os seus sonhos de renovação imperial são evidentes. Mais abaixo encontram-se pequenos compartimentos que imitam baixos-relevos em bronze, com cenas que simbolizam a prosperidade nos domínios da Igreja.
A base é atribuída principalmente a Perin del Vaga, mas alguns também a atribuíram a Gianfrancesco Penni ou mesmo ao próprio Rafael. Cavalcaselle, por exemplo, atribuiu as cariátides a Penni com base no cartoon de Rafael, ideia também retomada por Gamba.